# NGC 4979
NGC 4979 é uma galáxia espiral barrada (SB?) localizada na direcção da constelação de Coma Berenices. Possui uma declinação de +24° 48' 40" e uma ascensão recta de 13 horas, 07 minutos e 42,8 segundos.
A galáxia NGC 4979 foi descoberta em 10 de Abril de 1785 por William Herschel.